# Avvistamenti del luglio 1947
Gli avvistamenti del luglio 1947 sono un'ondata di avvistamenti di UFO che si verificò negli USA nelle settimane immediatamente successive all'avvistamento di Kenneth Arnold, verificatosi il 24 giugno 1947.
La maggior parte di tali avvistamenti si rivelarono errori di percezione di oggetti convenzionali, altri si rivelarono  bufale, ma alcuni si segnalarono per la somiglianza con l'avvistamento di Arnold, la ripresa delle prime fotografie di UFO o alcune circostanze particolari.

## Avvistamento di Frank Ryman
Il 4 luglio a Seattle intorno alle 17:30 Frank Ryman, marinaio della Guardia costiera statunitense, avvistò un UFO e lo fotografò. L'analisi della foto condotta successivamente da esperti dell'USAF ha rivelato che si trattava di un pallone sonda. La foto di Ryman è considerata la prima fotografia "ufficiale" di un UFO.

## Avvistamento del Volo 105 dell'United Air Lines
Il 4 luglio un aereo dell'United Air Lines percorreva la rotta da Boise a Seattle. Quando l'aereo si trovava nelle vicinanze di Emmett, intorno alle ore 21:00 il comandante Emil J. Smith e il co-pilota Ralph Stevens avvistarono una formazione di cinque oggetti volanti a forma di disco, che per circa 15 minuti volarono lungo la stessa rotta dell'aereo e poi sparirono improvvisamente. Il giorno successivo Kenneth Arnold incontrò il capitano Smith per discutere sui particolari dell'avvistamento. Risultò che gli UFO avvistati da Smith e dal suo co-pilota erano molto simili a quelli avvistati da Arnold. Questo fu uno dei pochi avvistamenti di quel periodo che Arnold ritenne credibile; egli pensava che la maggior parte degli oggetti che la gente vedeva nelle settimane successive al suo avvistamento erano altre cose, su cui il pubblico lasciava correre la sua immaginazione. La commissione del Progetto Blue Book valutò il caso come "non spiegato".

## Avvistamento di Phoenix
Il 7 luglio a Phoenix in Arizona William Rhodes, un giovane musicista appassionato di scienza e di aeroplani,  avvistò un UFO e lo fotografò. Secondo il racconto del testimone (che durante la guerra aveva lavorato al Naval Ordnance Laboratory) l'oggetto appariva rotondo e tronco nella parte posteriore, con un buco al centro che poteva essere una calotta. Le foto furono pubblicate da un quotidiano locale, l'Arizona Republic. Le foto furono mostrate a Kenneth Arnold, che disse che l'UFO ripreso era molto simile a uno di quelli che aveva avvistato. La storia interessò i militari, che ottennero sia le foto originali che i negativi.  Il materiale fu analizzato da un esperto, John Clinton, che affermò che non c'era coerenza tra la storia di Rhodes e le foto e non era ragionevole supporre che queste ritraessero un oggetto che volava a 700 metri di altezza e ad una velocità fra 600 e 900 Km/h. Le foto finirono successivamente sui rapporti dell'USAF e il capitano Edward J. Ruppelt, direttore del Progetto Blue Book, dichiarò che probabilmente non erano autentiche. Alcuni ufologi affermano tuttavia che non è stato provato con sicurezza che le foto fossero false.

## Avvistamento di Vernon Baird
Il 7 luglio il pilota Vernon Baird, ex tenente dell'Aeronautica, si trovava in volo con un bimotore P-38 tra Helena e il Parco nazionale di Yellowstone per effettuare dei rilievi fotografici per conto della Fairchild Photogrammetric Engineers Company. Ad un certo punto si accorse di essere seguito da un oggetto volante a forma di disco, sormontato da una cupola. Quando l'UFO sorpassò il suo aereo, Baird fece una manovra evasiva e l'UFO perse quota e si divise in due, precipitando verso le Tobacco Root Mountains, nel Montana occidentale. Le ricerche al suolo effettuate dalla base aerea di Bozeman non trovarono nulla. L'avvistamento ebbe una vasta eco perché alcuni giornali scrissero erroneamente che Baird aveva abbattuto un UFO. Per spiegare l'avvistamento, il datore di lavoro di Baird affermò che si era trattato di una burla, cosa che il pilota non ha mai ammesso. Una spiegazione alternativa è che si sia trattato di un errore di percezione del pilota, provocato dall'"ufomania" che si diffuse negli USA nelle settimane successive all'avvistamento di Kenneth Arnold e che provocò diversi avvistamenti senza alcun riscontro. In un'intervista, Baird dichiarò di avere saputo, grazie al suo passato militare, che in quel periodo l'Aeronautica aveva ordinato ai piloti di abbattere qualsiasi oggetto sconosciuto; ciò ha fatto pensare agli ufologi che l'Aeronautica riteneva che gli UFO fossero oggetti reali e non allucinazioni o fenomeni naturali, ma per gli scettici ciò non significa che ritenesse che fossero necessariamente extraterrestri.

## Avvistamento di Tulsa
Il 12 luglio a Tulsa in Oklahoma Enlo Gilmore, un fotografo professionista ed ex ufficiale della U.S. Navy, avvistò una formazione di 8 oggetti volanti, che avevano una forma simile ad un tacco; uno degli oggetti sembrava avere un buco al centro. Il testimone valutò che gli oggetti si trovavano ad un'altezza di circa 700 metri. Gilmore fotografò gli oggetti e una foto venne pubblicata il giorno seguente sul quotidiano locale di Tulsa, il Daily World. Gli oggetti furono avvistati anche da James Holt, un altro veterano di guerra. Effettuando una triangolazione con l'avvistamento di Holt, Gilmore stimò che gli UFO si muovevano alla velocità di circa 2.700 Km/h e avevano un diametro di circa 20 metri. Gilmore disse di ritenere che l'Aeronautica stesse sperimentando aerei ad ala volante. Gli scettici ritengono che gli UFO fotografati da Gilmore siano in realtà macchie sovraimpressionate sul negativo, ma la presenza di altri testimoni dell'avvistamento oltre a Gilmore e Holt ha indotto vari ufologi a credere alla sua veridicità.